# Tartarugalzinho
Tartarugalzinho – miasto w Brazylii, w stanie Amapá. W 2010 roku liczyło 6516 mieszkańców.